# تونل باد فراصوت

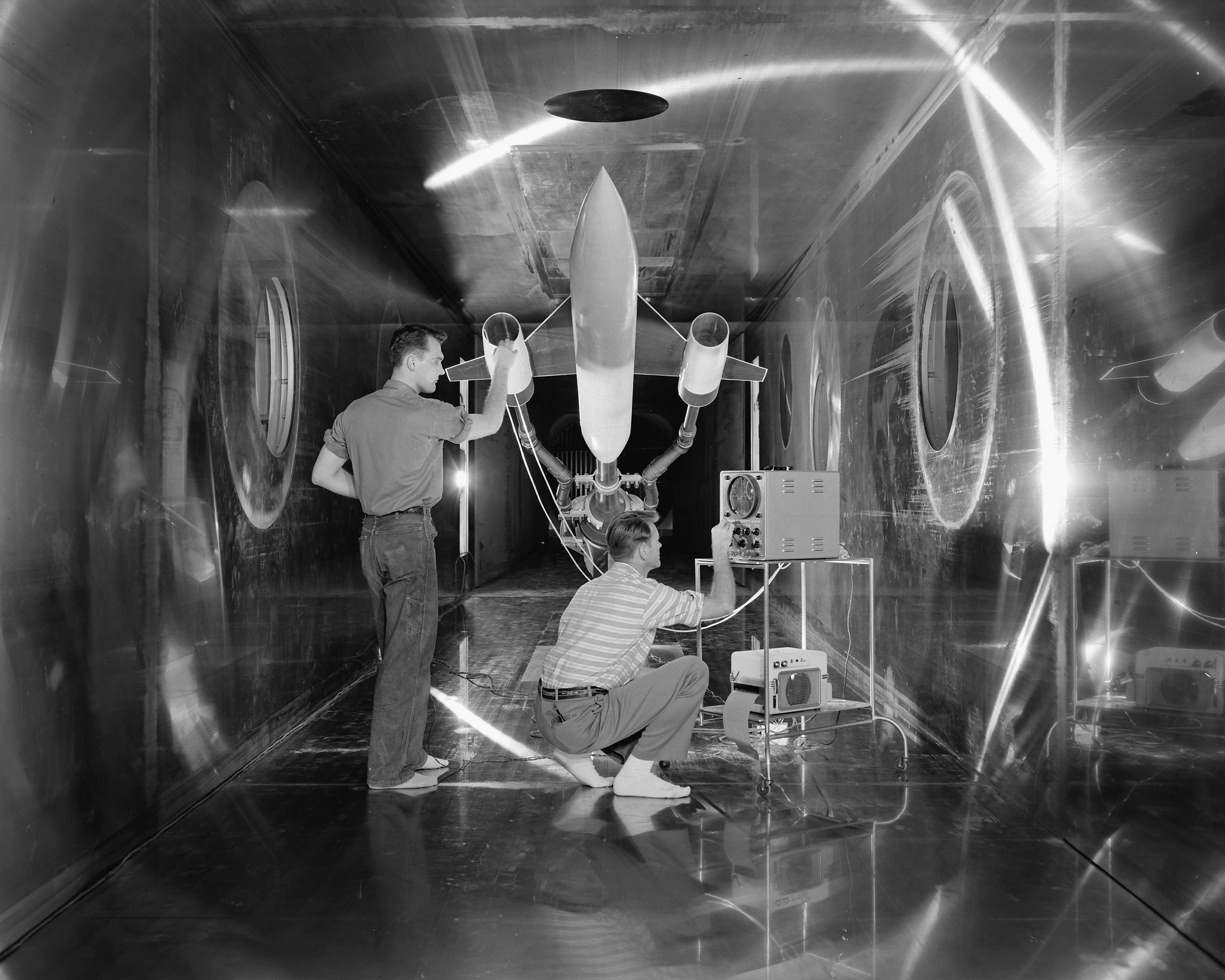
مهندسین مرکز پژوهشی گلن در حال آماده‌سازی مدل یک هواپیما برای آزمایش در تونل باد فراصوت.

تونل باد فراصوت(به انگلیسی: Supersonic wind tunnel) گونه‌ای از تونل باد است که در آن جریان باد با سرعت فراصوت (۵>M>۱٫۲) ایجاد می‌شود.